# Шеремета Роман Мирославович
Роман Мирославович Шеремета (народ. 07 липня 1982, Івано-Франківськ, Українська РСР, СРСР) — український економіст, науковець, ректор-засновник приватного вишу Амерікан Юніверсіті Київ (AUK), доктор філософії з економіки. Професор школи Менеджмениту Західного резервного університету Кейса.  
За версією «Forbes» — один із двох найкращих українських економістів 2015 року (другий — Городніченко Юрій Олександрович). За рейтингом IDEAS-2018 мав один з найвищих рейтингів молодих економістів світу. Один із спікерів Форуму Вільних Держав Постросії..

## Життєпис
Роман Шеремета народився 29 вересня 1982 року в м. Івано-Франківську. В 2004 році здобув освіту економіста у Національному університеті нафти й газу та фах правознавця у Прикарпатському національному університеті ім. Василя Стефаника. 
З 2013 року працював викладачем економіки у США. 
Станом на середину 2019 року — доцент Школи менеджменту Ветергед при Західному резервному університеті Кейса (США).
Сфера наукових зацікавлень: експериментальна економіка, теорія ігор. Входить до складу редколегії видання «Journal of Economic Behavior and Organization».
Є віруючим християнином. 

## Науковий доробок
Опублікував понад 60 наукових статей, на 2015 рік був одним із найбільш цитованих економістів в рецензованих журналах
Його дослідження були представлені в більш ніж 40 провідних наукових журналах з економіки, бізнесу, психології та політології, а також у різних популярних засобах масової інформації, включаючи WALL STREET JOURNAL, FORBES, NBC NEWS, NPR, SCIENCE DAILY та інші.
Індекс Гірша у Scopus — 25. Індекс Гірша у Гугл Академії — 39. Роман Шеремета — ректор-засновник приватного вишу Амерікан Юніверсіті Київ (AUK).